# دایانا مندوزا
دایانا مندوزا (انگلیسی: Dayana Mendoza؛ زادهٔ ۱ ژوئن ۱۹۸۶) بازیگر، مدل و ملکه زیبایی اهل ونزوئلا است.
وی برنده دوشیزه ونزوئلا ۲۰۰۷ و دوشیزه جهان ۲۰۰۸  شده است.